# Salamina (isla)
La isla de Salamina (en griego moderno: Σαλαμίνα Salamína) es una isla griega del mar Egeo, la mayor de las islas del golfo Sarónico, localizada a una milla náutica (2 km) de la costa del Ática y de El Pireo. Existe un servicio de ferry cada 15 minutos entre la isla y la costa.
En la Antigüedad había una ciudad que tenía el mismo nombre que Salamina que se ubicó primero en el sur de la isla, y luego se trasladó al lado oriental de la misma. En la actualidad, sin embargo, la ciudad de la isla que tiene el nombre de Salamina se encuentra en el lado occidental.

## Toponimia
Estrabón indica que, antes que Salamina, la isla se había tenido otros nombres: Escírade, Cicrea y Pitiusa.
El nombre de Salamina probablemente deriva de la palabra Salam, que significa «paz» o «calma» y con la que ya se la mencionaba en la obra de Homero. 

## Mitología
Según los mitos y leyendas la isla era llamada así por la ninfa Salamina, la hija del dios-río Asopo y Métope. Según el mito, Poseidón se enamoró de Salamina y ella dio a luz a Cicreo, que se convirtió en el primer rey de Salamina después de matar a una serpiente que asolaba la isla. El siguiente rey de Salamina fue Telamón, bajo cuyo dominio fue poblada por gente de Egina. Telamón se casó con Peribea y nació el legendario Áyax, quien acaudilló las naves de Salamina en la guerra de Troya. Fileo, hijo de Eurísaces y nieto de Áyax, entregó la isla a los atenienses y se le hizo ciudadano de Atenas.

## Historia
La isla fue objeto de disputa entre Mégara y Atenas al menos a partir del año 636 a. C. Los megarenses se hicieron con el control de la isla hasta que Solón compuso unos versos elegíacos que incitaron a los atenienses a iniciar una guerra, hacia el 570 a. C., en la que lograron recuperarla. Según los megarenses, fue entregada a los atenienses por unos emigrantes llamados Doricleos que se mezclaron con sus colonos. En el 565 a. C. se llamó a los espartanos para que actuaran como mediadores y estos adjudicaron la isla a los atenienses (aunque hay historiadores que sitúan este arbitraje hacia el 520/510 a. C.)
En el periodo clásico Salamina es conocida sobre todo por la batalla naval que se produjo en sus aguas en el año 480 a. C. y porque fue el lugar de nacimiento de Eurípides.
Durante la guerra del Peloponeso Salamina fue saqueada por tropas peloponesias, en el 429/8 a. C., que huyeron luego a Nisea, en la Megáride, cuando acudieron naves atenienses en su socorro.
En el año 318 a. C. en la guerra contra Casandro de Macedonia, Salamina fue sitiada por los macedonios. Durante este conflicto bélico, los atenienses expulsaron a los salaminios porque estos se pusieron finalmente del lado de los macedonios, así que condenaron a muerte a Escétades, estratego de Salamina.
Salamina permaneció en poder de los macedonios hasta que en el 232 a. C., en tiempos de Arato de Sición, este ayudó a los atenienses a realizar un pago de 150 talentos al jefe de las guarniciones macedonio para liberar Salamina, junto a el Pireo, Muniquia y Sunio.
Diversas fuentes ubican en el ágora de la ciudad una estatua de Solón del siglo IV a. C. Además, Pausanias menciona que en su tiempo quedaban ruinas del ágora, así como un templo de Áyax con una estatua de madera, un altar de Eurísaces, un santuario de Artemisa, un trofeo que conmemoraba la victoria de Temístocles en la famosa batalla y un santuario de Cicreo.
En tiempos modernos, la isla era una base naval griega que servía como oficina central para la marina griega. El puerto fue bombardeado por la Luftwaffe alemana en el año 1941, hundiendo al Kilkis (anteriormente USS Mississippi (BB-23)) y al Lemnos (anteriormente llamado Idaho USS (BB-24)).
Salames o Salamina es también un municipio de la isla. El alcalde ganador en las elecciones municipales que tuvieron lugar en el año 2002 es Evangelos Agapiou.

## Arqueología
Entre 2016 y 2020 se desarrolla en Salamina un proyecto conjunto entre el Eforado de Ática Occidental y el Instituto finlandés de Atenas. En una primera etapa se pretenden realizar estudios cartográficos en la zona de la bahía de Ambelaki para tratar de determinar las características de la antigua ciudad de Salamina allí ubicada y comprobar cuáles serían los métodos geofísicos más adecuados para el descubrimiento de restos arqueológicos que permanecen bajo tierra.

## Cultura

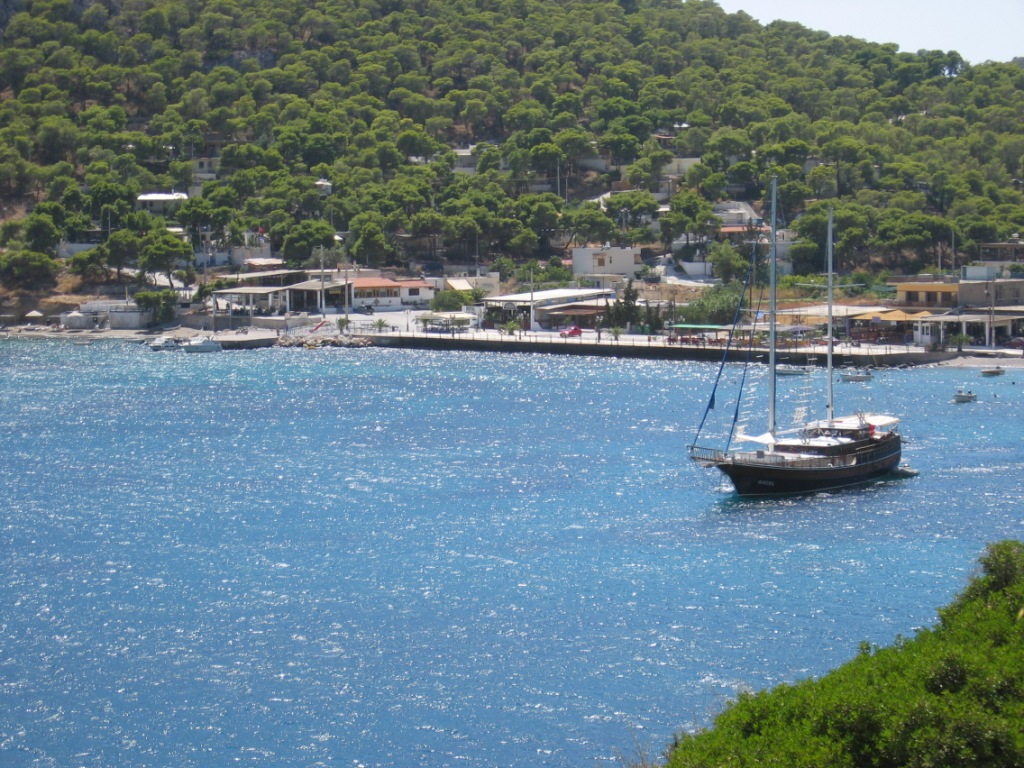
Playa de Kaki Vigla.

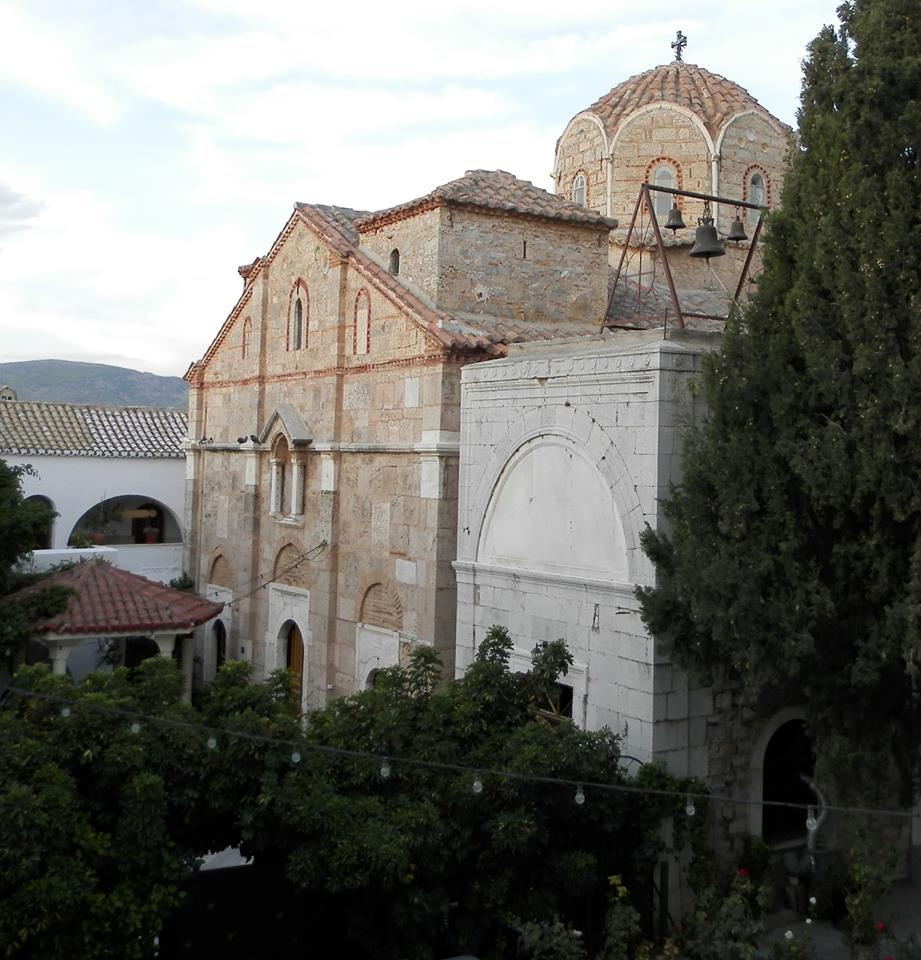
Monasterio Faneromeni.

La isla tiene una amplia variedad de acontecimientos organizados por el municipio y otras organizaciones de la isla. Estos acontecimientos como la celebración del Pescador y las actividades especiales de verano que son sostenidas por la organización D.E.P.A.S. en el Teatro de Eurípides. Además de otros acontecimientos como juegos, conciertos etc. 
Es destacable el monasterio Faneromeni, del siglo XVII. 
La cultura de Salamina y la tradición son mantenidas vivas a través de los años por el Museo de Artes y Oficios Culturales, que es responsable de todos los acontecimientos culturales y tradicionales. 
En el museo los visitantes pueden encontrar aspectos tradicionales de las artes y oficios usados por los artesanos y abundante material gráfico de la zona que se remontan al siglo XVIII.

## Pueblos de la isla
- Agios Georgios
- Ampelakia
- Batsi
- Eantio
- Kaki Vigla
- Kanakia
- Kynosoura
- Nafstathmos
- Paloukia
- Peristeria
- Salamina
- Steno
- Selinia